# Equis Alfonso
Equis Alfonso (X-Alfonso; La Habana, Cuba; 13 de septiembre de 1972) es un cantautor, productor, arreglista y compositor cubano.
Alfonso fue criado en un ambiente de una familia de músicos y comenzó sus estudios musicales a la edad de 7 años en la Escuela de Música elemental «Manuel Saumell», en la especialidad de piano.
Posteriormente pasó a cursar los estudios de nivel medio en la Escuela Superior de Arte (E.N.A.) terminando estos en 1990.
Su experiencia profesional, comienza con el grupo musical Síntesis, dirigido por sus padres, del que forma parte como compositor, arreglista, y tecladista de dicho grupo en 1990.[cita requerida]
Su trabajo como uno de los compositores de la banda sonora en la película Habana Blues, dirigida por el cineasta español Benito Zambrano, le valió el Premio Goya durante la 20.ª edición de ese evento.

## En Síntesis
Sus primeros arreglos, se encuentran en varios temas del disco El hombre extraño, quinta producción discógrafica de SÍNTESIS junto al popular cantautor Silvio Rodríguez. En este mismo año, 1990, junto a su padre Carlos Alfonso, escriben la música para el filme cubano, María Antonia, del realizador cubano Sergio Giral, obteniendo el Premio Coral a la ' Mejor banda sonora de un filme latinoamericano'. en el XVII Festival Internacional del Nuevo Cine Latinoamericano de La Habana, celebrado en La Habana.

### Música
Ha compuesto música para obras danzarias para las compañías:
- Danza Abierta, dirigida por Marianela Boán.
- Transit, compañía catalana dirigida por Maria Rovira.
- Compañía de Danza Moderna, de Pepe Hevia.

### Giras internacionales
Junto al grupo SÍNTESIS, ha realizado giras Internacionales participando en importantes Festivales como:
- Festival Internacional de Jazz -  Caracas, Venezuela.
- Festival de Jazz - Niza, Francia.
- Jazz a Nice, Niza, Francia.
- North Sea Jazz Festival - Países Bajos.
- Pori Jazz Festival - Finlandia.
- Festival de Jazz - Montreux, Suiza.
- Festival Pirineos Sur - Huesca, España.
- La Mar de Músicas - Cartagena, España.
- Pop Komm Festival -  Colonia, Alemania.

Y entre otros países visitados, México, Venezuela, EE. UU., Puerto Rico, Costa Rica, Dinamarca.,
Su mayor producción de obras se encuentran, en los diferentes discos grabados con el grupo Síntesis, estas piezas se pueden encontrar en los discos :
- 1990 - El hombre extraño.
- 1993 - Ancestros II.
- 1995 - En los límites del barrio.
- 1997 - Orishas.
- 2000 - Habana a flor de piel.

### Otros trabajos
Paralelo al trabajo que realizaba con Síntesis, trabaja en diferentes producciones discográfica,y conciertos en vivo, con diferentes cantantes solistas como: Santiago Feliú, Carlos Varela, formó parte del grupo de jazz Estado de Animo, con Roberto Carcassés, Decemer Bueno, Elmer Ferrer, participando en diversos Festivales de Jazz Plaza en La Habana.
En 1992, fundó, junto a otros dos jóvenes músicos: Iván Latour, Osamu Menéndez, el grupo de rock 'Havana', desempeñándose como bajista, voz, arreglista y compositor, durante tres años participó también en las producciones discográficas de este grupo.
Comenzó a realizar presentaciones como solista, de su propio proyecto, desde 1993, trabajando en importantes teatros de La Habana, con grandes conciertos de multimedia, con bailarines, raperos, pintores, etc..
Fue seleccionado para un documental realizado en La Habana, por cineastas norteamericanos del canal Sundance en 1997 sobre jóvenes cubanos.-

## Su propia música
Síntesis y los raperos de Free Hole Negro, elevó aún más la temperatura.
La bien lograda fusión del hip hop con acordes de jazz y fragmentos de canciones de Benny, características propias de su disco: Homenaje a Benny Moré dio por sentado que todos los géneros de la música cubana tienen en común el sabor de las raíces. (“Bueno pá gozar. Por Livia Rodríguez Delis, en Granma, sept, 2001, a propósito del Festival Benny Moré)
El compositor y cantante X-Alfonso es ya una joven promesa de nueva música cubana y algunos se atreven a afirmar que hoy en día es el músico más importante de la escena joven cubana. 
Su primer disco Mundo Real (2000), estuvo prenominado para los Grammy latinos de este año, en las categorías de mejor álbum del año, mejor álbum vocal de pop masculino, mejor nuevo artista y mejor canción del año. Mundo real, editado por Velas Records (propiedad del artista brasileño Ivan Lins), es un disco con base sonora cubana, pero de clara influencia del pop internacional con los toques más variados.
Para su segundo disco con el sello Velas Records titulado X Moré (2001), contó con la colaboración del grupo Síntesis y los raperos Free Hole Negros. Como su título indica, es un homenaje a Benny Moré desde la particular estética musical de Equis Alfonso. Sus discos se incorporan a esa todavía corta pero cada vez más poderosa lista de obras que incluye las de Gema y Pavel, Habana Abierta y Alejandro Frómeta, entre otros, quienes, a través de una renovación expresiva, intentan plasmar una estética diferente para nuestra música.
Civilización (2004) marcó un hito en la historia de la música cubana de nueva generación. Con canciones logradas con el ritmo característico de X Alfonso, y la colaboración de muchos cómplices, sedujo a muchos con sus canciones basadas en La Habana (esa ciudad mágica), el amor, la religión y las cosas eternamente cubanas. Sedujo, entre otros, al jurado del Premio Cubadisco 2004, el que le fue entregado como homenaje al mejor disco del año en la música cubana.
Como compositor transita por el rock alternativo y la influencia de los sonidos electrónicos, pasando por la balada con elementos de hip hop y el pop con raíces afrocubanas. Su versatilidad le ha permitido componer con éxito música para teatro y danza contemporánea (Delirium tremens, ¿Qué puedo hacer cuando estoy esperando?, MalSon y Vida). Destacan además sus trabajos como compositor para el cine (María Antonia; Tres veces dos; Miel para Oshún; Habana Blues –esta última del director Benito Zambrano, cuyo trabajo como compositor le valiera un Premio Goya a la Mejor Música Original-; Personal Belongins; Ciudad en Rojo y Vestido de novia; entre otros largometrajes, cortometrajes y documentales). Ha alcanzado varias nominaciones en los Grammy Latinos y en 2006 fue el ganador en la categoría Revelación Latina en los Premios de la Música de España. En el 2016 armó junto a Yissy García, David Blanco y Ernesto Blanco (baterista, vocalista y guitarrista, respectivamente) La Flota, un supergrupo de rock que tuvo presentaciones en eventos como los festivales Havana World Music y SXSW.
En tanto realizador de videoclips, es uno de los artistas más premiados en los Premios Lucas en Cuba. En 2008-2009 dirige el documental Sin título, sobre el universo cotidiano de los artistas cubanos y concibe el proyecto Fábrica de Arte Cubano (FAC) que a partir del 2010 se convierte en un espacio inédito con vocación transmedia y donde convergen artistas jóvenes emergentes (músicos, cineastas, pintores, bailarines) con otros de larga trayectoria. Desde 2015, y con X Alfonso al frente, FAC se ha convertido en uno de los proyectos culturales más importantes del país, con una propuesta artística, un ambiente y un público que lo han hecho merecedor de ser considerado uno de los cien mejores lugares del mundo, según la revista TIME.
En 2010 recibió el título de Embajador de Buena Voluntad de la UNICEF por su trabajo artístico con y para los niños.

## Según el diccionario de la música cubana
Según el Diccionario de la Música Cubana de Radamés Giro, con su disco X Moré: homenaje, ganó las nominaciones al Grammy Latino 2002 en las categorías de Mejor Álbum rap/hip hop, mejor productor del año y mejor grabación, y en el mismo año, el Premio Cubadisco en la categoría hip/hop.
Gran Premio en el Cubadisco 2005, por su disco Civilización. Compuso música para las compañías Danza Combinatoria, dirigida por Rosario Cárdenas; Danza Abierta, bajo la dirección de Marianela Boán; Transit (compañía danzaria catalana), conducida por María Rovira, y Danza Moderna, que dirige José Hevia (Pepe).
Compuso, junto a Carlos Alfonso y Esteban Puebla, la música de la banda sonora del filme Miel para Ochún, del realizador cubano Humberto Solás.
X Alfonso también fue uno de los integrantes por la parte cubana de la segunda versión del Concierto Paz Sin Fronteras realizado en La Habana por el músico colombiano Juanes en el año 2009.

## Discografía
- 2000 - Mundo real.
- 2001 - X Moré.
- 2002 - Delirium tremens.
- 2005 - Civilización.
- 2007 - Revoluxion.
- 2011 - Reverse.
- 2020 - INSIDE.

## Premios
Premios Goya
| Año  | Categoría             | Película     | Resultado |
| ---- | --------------------- | ------------ | --------- |
| 2005 | Mejor música original | Habana Blues | Ganador   |

Medallas del Círculo de Escritores Cinematográficos
| Año  | Categoría    | Película     | Resultado |
| ---- | ------------ | ------------ | --------- |
| 2005 | Mejor música | Habana Blues | Ganador   |